# Rightsstatements

Logo Rights Statements

RightsStatements.org ist eine Initiative von europeana und DPLA und stellt gegenwärtig 12 unterschiedliche Rechtehinweise zur Verfügung, die von Kulturerbe-Einrichtungen genutzt werden können, um der Allgemeinheit den Urheberrechtsschutz und Weiterverwendungs-Status digitaler Objekte aufzuzeigen, bei denen die Kulturerbeeinrichtungen keine eigenen Rechte an den abgebildeten Werken besitzen und die infolgedessen von den Kulturerbeeinrichtungen zwar im Internet gezeigt werden können, jedoch ohne, dass den Nutzern weitergehende Rechte eingeräumt werden könnten. Die Rechtehinweise wurden sowohl im Hinblick auf Menschen als auch (Such-)Maschinen entwickelt und werden als Linked Data verfügbar gemacht. Jeder Rechtshinweis ist mit einem eindeutigen URI zu finden.
Die Rechtehinweise wurden speziell für die Bedürfnisse der Kulturerbeeinrichtungen und Kulturerbeplattformbetreiber (wie z. B. die Deutsche Digitale Bibliothek) entwickelt und sind nicht dazu gedacht, dass Privatpersonen damit eigene Werke lizenzieren. Zur Lizenzierung eigener Werke siehe das Lizenzmodell von Creative Commons.

## Motivation
Europeana, DPLA und viele andere Bibliotheken, Archive und Institutionen des Kulturerbes glauben, dass alle in die Lage versetzt werden sollten, sich mit dem kulturellen Erbe online kreativ auseinanderzusetzen, auch dann, wenn die Kulturerbeeinrichtungen, die digitale Objekte bereitstellen, an diesen keine Nutzungsrechte durch freie Lizenzen einräumen können, weil sie keine Rechte an den digitalisierten Werken besitzen. Um das zu erreichen, arbeiten verschiedene Kulturerbeeinrichtungen zusammen an standardisierten Hinweisen, die klar und verständlich Nutzern mitteilen, was diese dürfen und was nicht. Vor der Initiative Rights Statements gab es keinen globalen Ansatz für Rechtehinweise, mit der Folge einer verwirrenden Vielfalt. Die DPLA beispielsweise hatte im Verlauf 87.000 unterschiedliche Aussagen zum Rechtsstatus im Katalog. Die Vereinfachung und Standardisierung der Verwendung und Anwendung von Rechtshinweisen kommt allen zugute: sowohl den Kulturinstitutionen, als auch vor allem den Usern, die deutlich mehr Rechtsklarheit und Übersichtlichkeit im Hinblick auf Nutzungsfreiheiten erhalten.

## Rechtehinweise
Es gibt drei unterschiedliche Kategorien von Rechtehinweisen: Hinweise für Werke, die urheberrechtlich geschützt sind, Hinweise für Werke, die nicht urheberrechtlich geschützt sind, und Hinweise für Werke, deren Urheberrechtsschutz unklar ist. Die Hinweise versorgen Nutzer mit einfach zu verstehenden und standardisierten Informationen über den Urheberrechtsschutz und Weiterverwendungs-Status der digitalen Objekte.

Icon von Rights Statements für urheberrechtlich geschützte Werke
Icon von Rights Statements für urheberrechtlich nicht mehr geschützte Werke
Icon von Rights Statements für Werke, deren Urheberrechtsstatus unklar ist.